# Liste der Einträge im National Register of Historic Places im Henderson County (Kentucky)
Die Liste der Einträge im National Register of Historic Places im Henderson County in Kentucky führt die Bauwerke und historischen Stätten im Henderson County auf, die in das National Register of Historic Places aufgenommen wurden.
| [ 2 ] | Name                                               | Bild                                               | Eintragsdatum        | Lage | Ort           | Beschreibung |
| ----- | -------------------------------------------------- | -------------------------------------------------- | -------------------- | --- | ------------- | ------------ |
| 1     | Alves Historic District                            | Alves Historic District                            | 1989 ID-Nr. 89001151 | Abgegrenzt durch Green Street, Center Street, South Alvasia Street, Powell Street, South Adams Street und Washington Street 37° 50′ 5″ N, 87° 35′ 9″ W  | Henderson     |              |
| 2     | Archeological Site KHC-3 (15HE635)                 | Archeological Site KHC-3 (15HE635)                 | 1986 ID-Nr. 86000641 | Adresse nicht veröffentlicht | Hebbardsville |              |
| 3     | Archeological Site KHC-4 (15HE580)                 | Archeological Site KHC-4 (15HE580)                 | 1986 ID-Nr. 86000642 | Adresse nicht veröffentlicht | Hebbardsville |              |
| 4     | Audubon School                                     | Audubon School                                     | 1998 ID-Nr. 98001497 | 1400 Clay Street 37° 49′ 32″ N, 87° 34′ 47″ W | Henderson     |              |
| 5     | John James Audubon State Park                      | John James Audubon State Park                      | 1988 ID-Nr. 87002220 | U.S. Highway 41 37° 52′ 56″ N, 87° 32′ 53″ W | Henderson     |              |
| 6     | Barret House                                       | Barret House                                       | 1978 ID-Nr. 78001340 | 204 S. Elm Street 37° 50′ 8″ N, 87° 35′ 36″ W | Henderson     |              |
| 7     | Barret-Keach Farm                                  | Barret-Keach Farm                                  | 2001 ID-Nr. 00001596 | 1586 KY 136 37° 47′ 58″ N, 87° 39′ 25″ W | Henderson     |              |
| 8     | Bluff City Shell Mound (15HE160)                   |                                                    | 1986 ID-Nr. 86000644 | Adresse nicht veröffentlicht | Hebbardsville |              |
| 9     | Delano-Alves House                                 | Delano-Alves House                                 | 1993 ID-Nr. 93000044 | 536 Chestnut Street 37° 49′ 34″ N, 87° 35′ 50″ W | Henderson     |              |
| 10    | E.L. Ehlen Livery and Sale Stable                  | E.L. Ehlen Livery and Sale Stable                  | 1989 ID-Nr. 89002007 | 110 1st Street 37° 50′ 22″ N, 87° 35′ 36″ W | Henderson     |              |
| 11    | Geibel House                                       | Geibel House                                       | 1998 ID-Nr. 98001491 | 327 North Main Street 37° 50′ 34″ N, 87° 35′ 26″ W | Henderson     |              |
| 12    | J. Hawkins Hart House                              | J. Hawkins Hart House                              | 2011 ID-Nr. 11000005 | 630 Center Street 37° 50′ 6″ N, 87° 35′ 11″ W | Henderson     |              |
| 13    | Henderson Armory                                   | Henderson Armory                                   | 2002 ID-Nr. 02000928 | 735 North Elm Street 37° 50′ 51″ N, 87° 35′ 8″ W | Henderson     |              |
| 14    | Henderson Commercial District                      | Henderson Commercial District                      | 1989 ID-Nr. 89001975 | Abgegrenzt durch Main Street, 3rd Street, Elm Street und 1st Street 37° 50′ 24″ N, 87° 35′ 27″ W                                                        | Henderson     |              |
| 15    | Henderson Cotton Mill Workers Housing District     | Henderson Cotton Mill Workers Housing District     | 1998 ID-Nr. 98001495 | Abgegrenzt durch Washington Street, Letcher Street, Powell Street und Ranklin Avenue 37° 49′ 46″ N, 87° 34′ 46″ W                                       | Henderson     |              |
| 16    | Henderson Louisville and Nashville Railroad Depot  | Henderson Louisville and Nashville Railroad Depot  | 1980 ID-Nr. 80001549 | 300 Clark Street 37° 50′ 12″ N, 87° 34′ 39″ W | Henderson     |              |
| 17    | Jackson-Ijames Farm                                | Jackson-Ijames Farm                                | 2001 ID-Nr. 00001593 | Adresse nicht veröffentlicht | Henderson     |              |
| 18    | James Giles Shell Midden (15HE589)                 | James Giles Shell Midden (15HE589)                 | 1986 ID-Nr. 86000646 | Adresse nicht veröffentlicht | Rumsey        |              |
| 19    | Klee Funeral Parlor                                | Klee Funeral Parlor                                | 1989 ID-Nr. 89002006 | 13-17 South Main Street 37° 50′ 18″ N, 87° 35′ 37″ W | Henderson     |              |
| 20    | John E. McCallister House                          | John E. McCallister House                          | 1982 ID-Nr. 82002701 | 839 North Green Street 37° 50′ 51″ N, 87° 35′ 1″ W | Henderson     |              |
| 21    | North Main Street Historic District                | North Main Street Historic District                | 1990 ID-Nr. 90000297 | North Main Street zwischen der 5th Street und der 8th Street 37° 51′ 4″ N, 87° 35′ 17″ W                                                                | Henderson     |              |
| 22    | John O'Byrne House                                 | John O'Byrne House                                 | 1990 ID-Nr. 90000485 | 317 North Main Street 37° 50′ 34″ N, 87° 35′ 27″ W | Henderson     |              |
| 23    | Prichett House                                     | Prichett House                                     | 1998 ID-Nr. 98001490 | 311 North Main Street 37° 50′ 33″ N, 87° 35′ 27″ W | Henderson     |              |
| 24    | St. Paul’s Episcopal Church                        | St. Paul’s Episcopal Church                        | 1978 ID-Nr. 78001341 | 338 Center Street 37° 50′ 13″ N, 87° 35′ 25″ W | Henderson     |              |
| 25    | William Soaper Farm                                |                                                    | 2001 ID-Nr. 00001595 | 2323 Zion Road 37° 49′ 57″ N, 87° 33′ 39″ W | Henderson     |              |
| 26    | South Main and South Elm Streets Historic District | South Main and South Elm Streets Historic District | 1992 ID-Nr. 92000500 | Abgegrenzt durch Washington Street, Center Street, South Green Street, Jefferson Street, South Main Street und Water Street 37° 50′ 2″ N, 87° 35′ 45″ W | Henderson     |              |
| 27    | Stewart House                                      | Stewart House                                      | 1998 ID-Nr. 98001496 | 827 South Green Street 37° 49′ 40″ N, 87° 35′ 59″ W | Henderson     |              |